# Cebadera (vela)

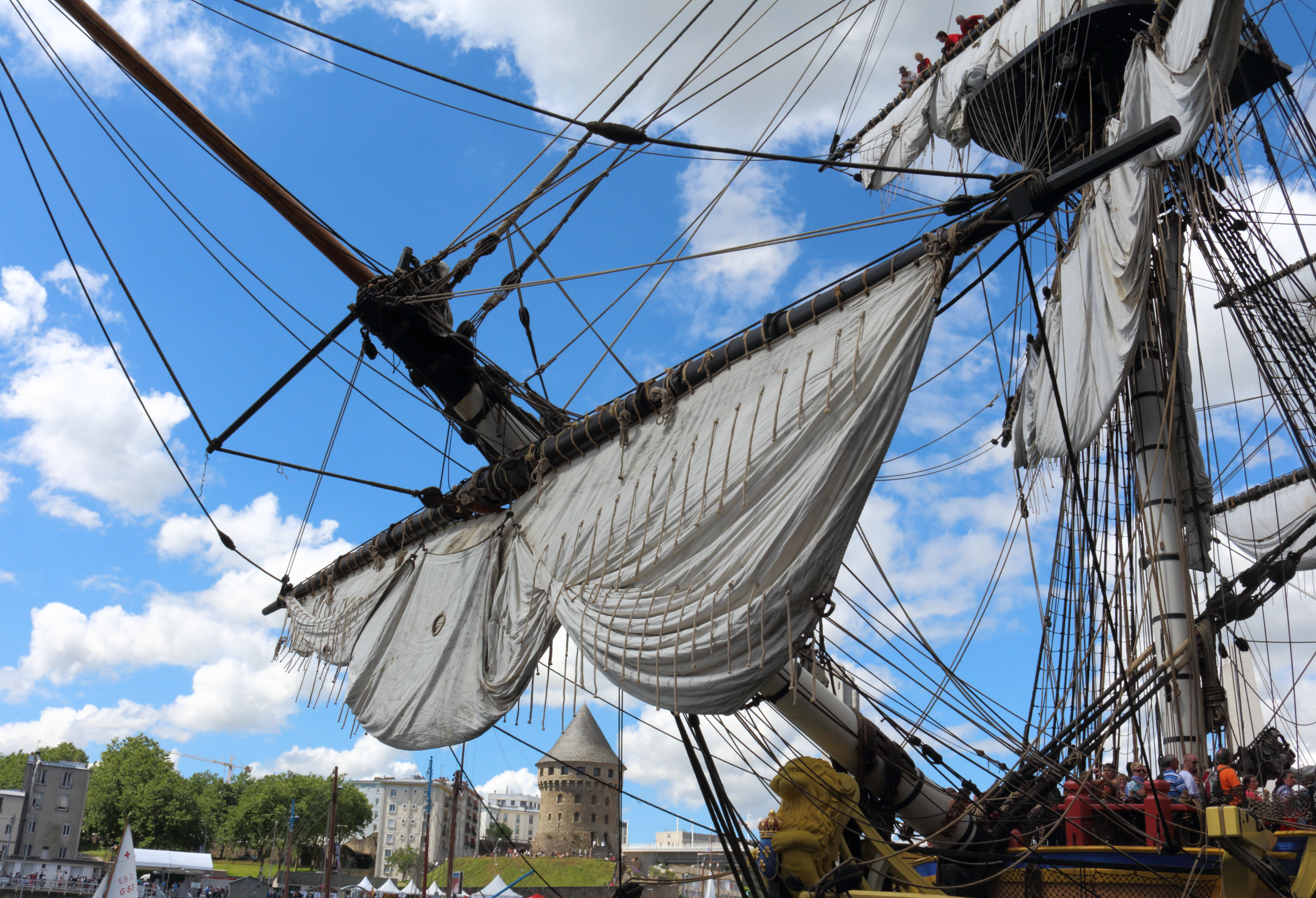
Cebadera, envergada bajo el bauprés del Hermione.

En los grandes barcos de vela de aparejo cuadrado, una cebadera era una vela cuadra que iba colgada de una verga debajo del bauprés, llamada así por analogía con la cebadera colgada del hocico de un caballo.
Hasta mediados del siglo XVIII, algunos barcos también desplegaban una cebadera desde el  mástil corto vertical o tormentín, situado en la proa por encima del bauprés. Cuando un barco tiene dos cebaderas, se las conoce como cebadera (por debajo del bauprés) y contracebadera (por encima del bauprés).

## Origen

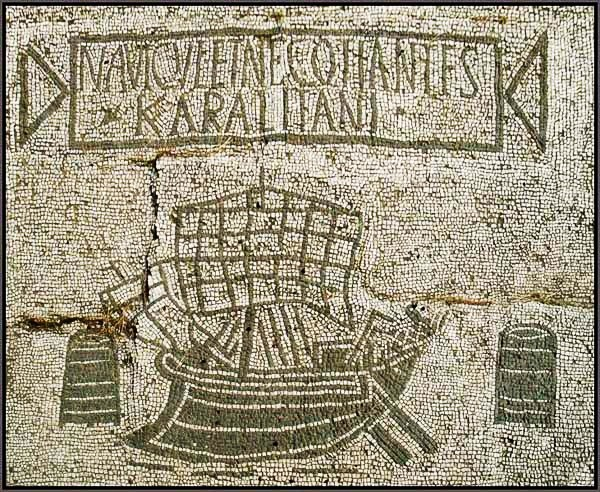
Nave con vela bajo el Dolon (Mosaico Karalitani, Ostia)

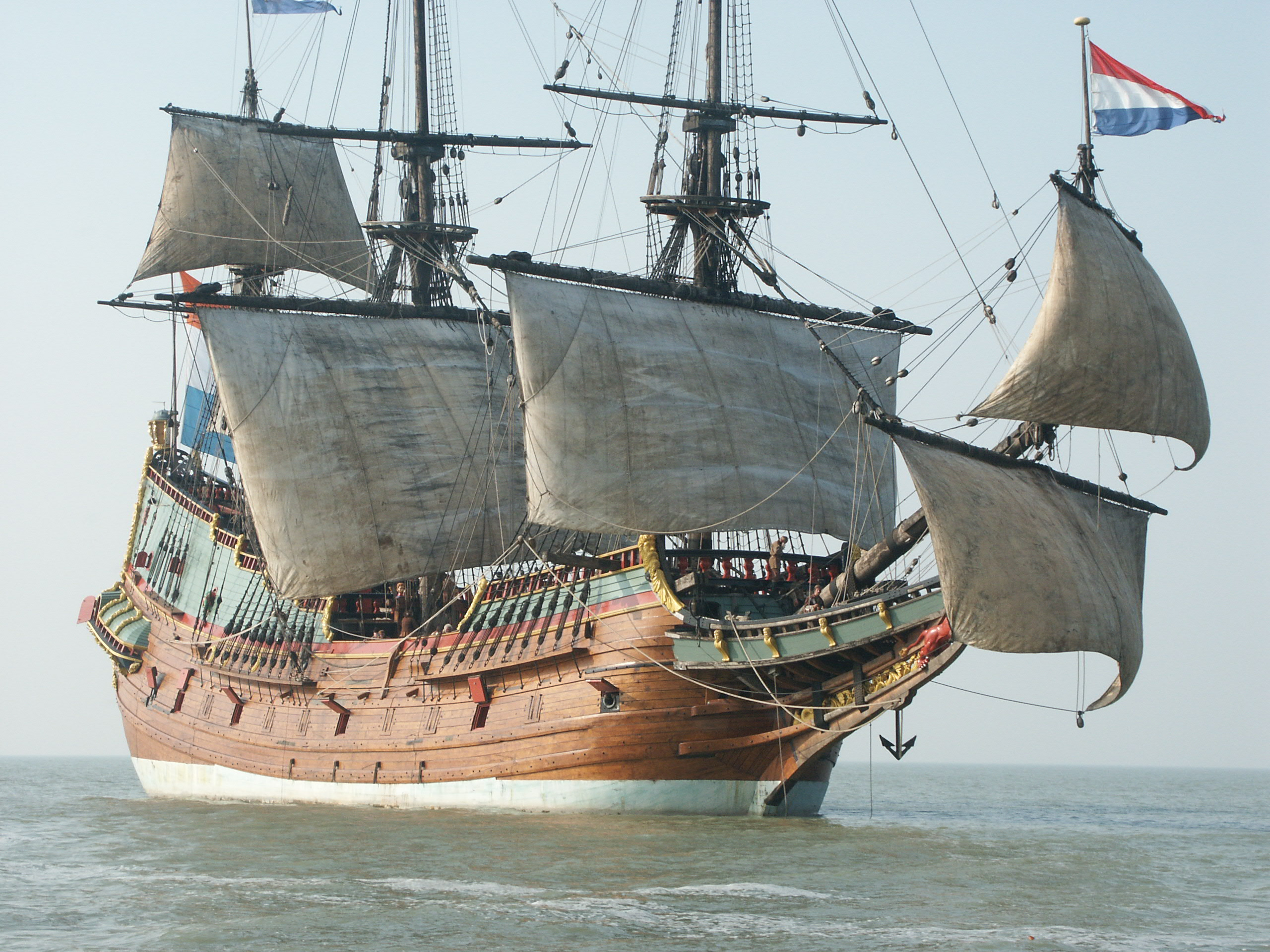
Una réplica del Batavia con una cebadera desplegada (abajo a la derecha) y una contracebadera

Una especie de vela cebadera estaba ya presente entre los barcos griegos y romanos. Colgaba de un màstil llamado Dolon, muy inclinado a proa y que por su disposición se podría confundir con un bauprés. Está representada en varios dibujos de barcos de la serie de mosaicos que decoran la "Piazzale delle corporazioni" en Ostia, en particular en el mosaico Karalitani (ver foto).
En oriente lejano, se puede ver una de las primeras representaciones de una cebadera  en la talla de un barco en el templo de Borobudur, Indonesia.

## Etimología
La palabra cebadera proviene de la palabra catalano-provenzal "civadera" que significa "bolsa de cebada", por su similitud en la colocación, con una bolsa de tela usada para dar de comer a los caballos, que llevaban colgada de su cabeza con el hocico dentro.
En algunos idiomas (como el alemán) se conoce como "blind" (en alemán, Blinde- ciega) porque efectivamente bloquea la visión hacia adelante cuando está desplegada.

## Uso
Las cebaderas se utilizaron generalmente en los veleros desde las primeras carracas hasta aproximadamente 1800. Esta vela cuadrada pequeña aparejada debajo del bauprés en la parte delantera de un barco existía en los antiguos veleros (galeones en particular), cayó en desuso a partir del s. XVIII para desaparecer por completo al principio del siglo XIX sustituida por foques (velas de estay triangulares)
Los barcos con aparejo completo de la edad de oro de la vela no tenían cebaderas, ya que el área debajo del bauprés estaba ocupada por aparejos (martingalas) que reforzaban el bauprés y la pluma de brazo contra las fuerzas de un número cada día creciente de foques.

## Documentos
Una lista de referencias concretas, ordenadas cronológicamente, debería facilitar la comprensión de la vela cebadera y su uso. Un primer campo de búsqueda podría basarse en las obras citadas en el artículo Diccionario náutico o en el apartado correspondiente del artículo Arquitectura naval . Véase a continuación.

### Benedetto Cotrugli (1464)
Benedetto Cotrugli fue autor de un libro de navegación ( "De navigatione"  ; Nápoles 1464) que no se llegó a publicar, pero que se conserva en forma de manuscrito. Se trata de una obra que puede consultarse en una transcripción digitalizada al cuidado de Piero Falchetto. También el manuscrito original puede leerse gratis (Manuscrito Beinecke MS 557, Yale University Library, Beinecke Rare Book and Manuscript Library).
A pesar de la extensión de su tratado de navegación, que explica velas de varios barcos, Cotrugli no menciona la vela de cebadera.

### Carabela con bauprés (1465)
Contrato para la construcción de una calavera para Graciano Amat. Con un buque de 24 a 25 grúas de rueda a rueda. Con dos palos (maestro y mesana), bauprés y tres timones.

### Primer viaje de Colón
En el primer viaje de Colón menciona una vela cebadera izada en la Nao Santa María.

”... entonces tornó a ventar muy amoroso, y llevaba todas mis velas de la nao, maestra, dos bonetas y trinquete, y cebadera, y mezana y vela de gabia, y el batel por popa...”
 Cristóbal Colón 

### 1607
La obra de Thomé Cano ( Arte para fabricar, fortificar, y aparejo naos de guerra y Merchante ) habla de verga y vela de cebadero. Los términos empleados son Cebadera y cebadero.

### 1666
Según escritura de entrega del galeón San Vicente Ferrer, destinado como buque insignia en la Carrera de Indias, esta nave disponía de cebadera y contracebadera.

### 1702
Aparentemente la referencia más antigua en francés ( "civadière") fue debida a Nicolas Aubin. En la obra Dictionnaire de Marine.

### 1777
El tratado Práctica de maniobras de los navíos , de Antonio Gabriel Fernández, expone las funciones de la vela cebadera y algunas maniobras básicas.

### 1864
La obra Cartilla de construcción y manejo de los buques para Instrucción de los guardias marinas da muchos detalles constructivos sobre la vela cebadera.